# Campeonato Mundial de Voleibol Masculino de 1960
O Campeonato Mundial de Voleibol Masculino de 1960 foi a quarta edição do torneio, organizado pela FIVB. Foi realizado no Rio de Janeiro, Brasil, de 28 de outubro a 11 de novembro 1960.

## Classificação Final
| Posição           | Time            |
| ----------------- | --------------- |
| Medalha de ouro   | União Soviética |
| Medalha de prata  | Tchecoslováquia |
| Medalha de bronze | Romênia         |
| 4                 | Polônia         |
| 5                 | Brasil          |
| 6                 | Hungria         |
| 7                 | Estados Unidos  |
| 8                 | Japão           |
| 9                 | França          |
| 10                | Venezuela       |
| 11                | Argentina       |
| 12                | Paraguai        |
| 13                | Uruguai         |
| 14                | Peru            |

| Campeonato Mundial de Voleibol Masculino de 1960 |
| Campeão                                          |
| ------------------------------------------------ |
| União Soviética 3º Título                        |